# Йедоарце
Йедоарце или Йедоарци (срещат се и нейотирани форми Едоарце/Едоарци, на македонска литературна норма: Једоарце; на албански: Jedoarci) е село в Северна Македония, в община Тетово.

## География
Селото е разположено в областта Долни Полог, в източните склонове на Шар на един километър северозападно от град Тетово.

## История
В османски данъчни регистри на немюсюлманското население от вилаета Калканделен от 1626-1627 година е отбелязано село Йедоарче с 25 джизие ханета (домакинства), както и наборояващото 3 ханета село Баля-и йедоард, за което се предполага, че е махала на Йедоарци.
В края на XIX век Йедоарце е българско село в Тетовска каза на Османската империя. Според статистиката на Васил Кънчов („Македония. Етнография и статистика“) от 1900 година Едоарци е село, населявано от 85 жители българи християни.
Цялото население на селото е под върховенството на Българската екзархия. По данни на секретаря на екзархията Димитър Мишев в 1905 година в Едоорци има 128 българи екзархисти.
При избухването на Балканската война в 1912 година 3 души от селото са доброволци в Македоно-одринското опълчение.
Според Афанасий Селишчев в 1929 година Едоварце е село в Непрощенска община и има 16 къщи със 113 жители българи.
Според преброяването от 2002 година селото има 5 жители северномакедонци.

## Личности
Родени в Йедоарце
- Тевдо Спасов Георгиев, македоно-одрински опълченец, Първа рота на Втора скопска дружина, носител на орден „За храброст“, IV степен[7]